# Cabrini University
La Cabrini University è stata un'università privata di indirizzo cattolico con sede a Radnor, nello stato americano del Pennsylvania. Ha cessato l'attività nel 2024.
Il Cabrini College fu aperto nel 1957 dalle Missionarie del Sacro Cuore di Gesù e intitolato alla loro fondatrice, madre Francesca Saverio Cabrini. Fu elevata al rango di university nel 2016. Per problemi finanziari, l'università chiuse alla fine dell'anno accademico 2023/2024 e il suo campus fu acquistato dalla Villanova University.